# Волошиновський Анатолій Степанович
Анатолій Степанович Волошиновський (нар. 28 серпня 1951, м. Дрогобич, Львівська область) — український фізик, доктор фізико-математичних наук, заслужений професор Львівського університету (2015).

## Біографія
Народився 28 серпня 1951 у м. Дрогобич, Львівської області. Закінчив фізичний факультет Львівського державного університету ім. Івана Франка (1973), аспірантуру (1980), докторантуру (1994).
Кандидат фізико-математичних наук («Исследование эффектов электрон-фононного взаимодействия в чистых и примесных кристаллах АВХ3 и ВХ2», 1984), доктор фізико-математичних наук («Випромінювальний розпад електронних збуджень в сцинтиляційних кристалах», 1994).
У 1973—1976 учителював; 1976–77 старший лаборант, 1980–85 молодший, 1985–88 старший, 1988–89, 1994–99 провідний науковий співробітник; 1989–91 асистент, 1999—2001 доцент, з 2001 професор, а з 2003 завідувач кафедрою експериментальної фізики Львівського національного університету ім. Івана Франка.

## Наукова діяльність
Наукові інтереси: люмінесцентна спектроскопія з часовим розділенням, процеси випромінювального розпаду високоенергетичних електронних збуджень у широкозонних діелектричних кристалах.
- Керівник 9 кандидатських і 1 докторської дисертацій.
- Автор понад 450 наукових праць.
- Грант Міжнародного наукового фонду за міжнародною науково-освітницькою програмою «Науковці та викладачі» (1998).
- Член редколегії журналу «Ukrainian Journal of Physical Optics»;
- Член координаційної ради Українського фізичного товариства;
- Голова науково-технічної ради фізичного факультету;
- Член спеціалізованої Вченої ради по захисту дисертацій.